# John Browning (pianista)
John Browning (ur. 23 maja 1933 w Denver w stanie Kolorado, zm. 26 stycznia 2003 w Sister Bay w stanie Wisconsin) – amerykański pianista.

## Życiorys
Syn skrzypka i pianistki. Naukę gry na fortepianie pobierał od matki, w wieku 10 lat wykonywał koncerty fortepianowe Mozarta. W latach 1951–1953 uczęszczał do Occidental College w Los Angeles, gdzie jego nauczycielem był Lee Pattison. Od 1953 do 1956 roku był uczniem Rosiny Lhévinne w Juilliard School w Nowym Jorku. Zdobył Steinway Centennial Award (1954) i Leventritt Award (1955). Debiutował publicznie w 1956 roku w Nowym Jorku, z Filharmonikami Nowojorskimi pod batutą Dimitriego Mitropoulosa. W tym samym roku zajął 2. miejsce w Międzynarodowym Konkursie Muzycznym im. Królowej Elżbiety Belgijskiej. W 1965 i 1966 roku wystąpił w Polsce. Wykładał w Northwestern University (1975–1980) i w Manhattan School of Music (1980–1985).
W jego repertuarze znajdowały się zarówno dzieła fortepianowe twórców XVIII- i XIX-wiecznych, jak i utwory współczesne. Był pierwszym wykonawcą Koncertu fortepianowego Samuela Barbera z Boston Symphony Orchestra pod batutą Ericha Leinsdorfa (1962).